# Busken Huetprijs
De Busken Huetprijs was tussen 1972 en 2002 een prijs voor  biografieën en essays. 
De prijs werd sinds 1990 jaarlijks toegekend, daarvoor om het jaar. De prijs was vernoemd naar Conrad Busken Huet en was een voortzetting van de Essayprijs van de gemeente Amsterdam. Hij werd uitgereikt door het Amsterdamse Fonds voor de Kunst (AFK). Met ingang van het jaar 2003 is deze prijs, samen met onder andere de Herman Gorterprijs en de Multatuliprijs, opgegaan in de Amsterdamprijs voor de kunsten.

## Gelauwerden
- 2002 - Léon Hanssen voor Sterven als een polemist
- 2001 - Cyrille Offermans voor De ontdekking van de wereld
- 2000 - Charlotte Mutsaers voor Zeepijn
- 1999 - H.L. Wesseling voor Lopende Zaken
- 1998 - Oek de Jong voor Een man die in de toekomst springt
- 1997 - Elsbeth Etty voor Liefde is heel het leven niet. Henriëtte Roland Holst 1869-1952
- 1996 - Gerrit Krol voor De mechanica van het liegen
- 1995 - Willem Jan Otten voor De letterpiloot
- 1994 - Benno Barnard voor Het gat in de wereld
- 1993 - Piet Meeuse voor De jacht op Proteus
- 1992 - Sem Dresden voor Vervolging, vernietiging, literatuur
- 1991 - Jan Wolkers voor Tarzan in Arles
- 1990 - Angenies Brandenburg voor Annie Romein-Verschoor 1895-1978
- 1989 - Jacq Firmin Vogelaar voor Terugschrijven
- 1987 - Andreas Burnier voor Essays 1968-1985
- 1985 - Hugo Brandt Corstius voor Rekenen op taal
- 1983 - Abram de Swaan voor De mens is de mens een zorg
- 1981 - Jacques Hamelink voor In een lege kamer een garendraadje
- 1979 - Gerrit Komrij voor Papieren tijgers
- 1977 - Kees Verheul voor Verlaat debuut en andere opstellen
- 1975 - J.Goudsblom voor Balans van de sociologie
- 1973 - Sybren Polet voor Literatuur als werkelijkheid, maar welke?

Gelauwerden die de prijs ontvingen onder de naam Essayprijs van de gemeente Amsterdam
- 1971 - T.A. van Dijk voor Taal, tekst, teken
- 1969 - Rudy Kousbroek voor Revolutie in een industrie-staat
- 1967 - H. Drion voor Het conservatieve hart
- 1965 - H.A. Gomperts voor De geheime tuin
- 1965 - Henk Romijn Meijer voor Bij de dood van Willem Carlos Williams
- 1963 - J. Kamerbeek jr. voor Creatieve wedijver
- 1961 - H.A. Gomperts voor De schok der herkenning
- 1961 - Piet Calis voor Napoleon van het Leidseplein
- 1959 - Jeanne van Schaik-Willing voor Na afloop
- 1959 - Rob Nieuwenhuys voor De zaak Lebak na honderd jaar
- 1957 - Paul Rodenko voor Tussen de regels
- 1956 - Jan Engelman voor Twee maal Apollo
- 1956 - Evert Straat voor Levend verleden, Antonia Machado
- 1955 - R. Jacobsen voor Kaleidoscoop
- 1955 - J.C. Brandt Corstius voor De nieuwe beweging
- 1954 - G.H.M. van Huet voor Lezen en laten lezen (eerste en tweede bundel)
- 1954 - S. Vestdijk voor Essays in duodecimo
- 1953 - niet toegekend
- 1951 - niet toegekend
- 1949 - W.F. Hermans voor Fenomenologie van de pin-up girl
- 1948 - niet toegekend
- 1947 - Fokke Sierksma voor Poëzie als ernst